# Salvatore De Meo
Salvatore De Meo (nascido em 27 de outubro de 1971 em Fondi) é um político italiano eleito membro do Parlamento Europeu em 2019. Ele obteve o seu após o Brexit.